# Heifer
Heifer International of kortweg Heifer is een charitatieve organisatie die gevestigd is in Little Rock, Arkansas. De organisatie richt zich op het wereldwijd tegengaan van honger en armoede. De giften die door de organisatie worden gegeven bestaan uit levende dieren en planten, alsmede uit training in agrarische kennis. Op deze manier worden honger en armoede op een structurele manier bestreden.
In Nederland is de organisatie vertegenwoordigd door de in Roosendaal gevestigde Stichting Heifer Nederland.

## Geschiedenis
De Amerikaanse boer Dan West, de grondlegger van Heifer International, diende tijdens de Spaanse Burgeroorlog als ontwikkelingswerker voor de Broedergemeente in Spanje. Dan West raakte gefrustreerd over hoe moeilijk het was om zeer beperkt voedselhulp op de juiste manier te verdelen. Toen hij naar de Verenigde Staten terugkeerde, stichtte hij Heifers for Relief, wat vrij vertaald iets als Jonge koeien voor ontwikkelingshulp betekent. Deze organisatie bood vanaf het begin ontwikkelingshulp door het schenken van levende dieren en planten. De filosofie van de organisatie was gebaseerd op het gezegde: "Geef een mens een vis en je voedt hem voor een dag. Leer hem vissen en hij heeft voor de rest van zijn leven te eten."

## Heifer International vandaag de dag
Vandaag de dag staat de organisatie bekend onder de naam Heifer International en worden door de organisatie schapen, konijnen, honingbijen, varkens, lama's, waterbuffels, kippen, eenden, geiten, gansen en bomen geschonken, alsmede vee zoals koeien. De giften worden in meer dan 125 landen wereldwijd gedistribueerd.
Donateurs kunnen giften gedeeltelijk betalen, of kunnen geld voor hele dieren schenken. Tegenwoordig worden dieren vaker in de landen waar ze gegeven worden gekocht, in plaats van dat ze in deze landen geïmporteerd worden. Dit heeft diverse voordelen: Het is goed voor de economie van de landen, de dieren zijn al geacclimatiseerd aan het plaatselijke klimaat, voedsel en ziektes. Verder scheelt het vervoerskosten.
Het doel van de giften is ervoor te zorgen, dat mensen zelfvoorzienend worden in hun levensbehoeften. Zo leveren kippen eieren, koeien melk en bijen honing. Gezinnen die profijt hebben van de giften, dienen ervoor te zorgen dat de giften worden doorgegeven. Kuikens van kippen kunnen andere gezinnen bijvoorbeeld helpen.
Volgens GuideStar heeft Heifer International in 2004 674.000 families door middel van giften in de vorm van dieren en planten geholpen.
Verder is Heifer International betrokken bij diverse andere progressieve wereldwijde initiatieven die mensen van schoon water voorzien, zorgen voor onderwijs en ook noodonderdak verzorgen.
Traditioneel werft Heifer fondsen rond scholen, andere onderwijsinstellingen en kerken. Ook verzorgt de organisatie alternatieve geschenken, zoals bruiloftsgeschenken en moederdaggeschenken in de vorm van dieren en planten voor mensen die ontwikkelingshulp nodig hebben.
In april 2007 had Heifer International 330 fulltime medewerkers in dienst in de Verenigde Staten. Verder had de organisatie tussen juli 2005 en juni 2006 in totaal 726 actieve projecten lopen in 57 landen en 29 staten van de VS.
De organisatie heeft diverse prijzen gewonnen, zoals de Social Capitalist Prijs in 2006 van het tijdschrift Fast Company en de Hilton Humanitarian Prijs van 2004. In 2003 stond Heifer International in de top 10 van liefdadigheidsinstellingen in het blad Forbes.
Verder heeft een rapport van het Better Business Bureau uitgewezen, dat de giften van de organisatie goed besteed worden. Volgens het American Institute of Philanthropy (Amerikaanse Filantropisch Instituut) was Heifer International volledig open in het verstrekken van de financiële informatie van de organisatie.